# Adila (Kohila)
Adila – wieś w Estonii, prowincji Rapla, w gminie Kohila.